# César Félicité Pyrrhys de Varille
César Félicité Pyrrhys de Varille (ur. w 1708, zm. w 1800 w Warszawie) – francuski pisarz i guwerner.
Pochodził z normandzkiej rodziny szlacheckiej. We Francji nie udało mu się zrobić kariery wojskowej, ani zdobyć uznania jako pisarz (tworzył m.in. komedie i ody). W 1755 przybył do Warszawy z ambasadorem francuskim Charlesem-François hrabią de Broglie, który polecił Pyrrhysa de Varille na wychowawcę synów Barbary Sanguszkowej - Hieronima i Józefa Paulina. W październiku 1762 Pyrrhys de Varille wyruszył w roczną podróż przez Europę (tzw. Grand Tour) z Józefem Paulinem do Francji. 
W Polsce Pyrrhys de Varille nawiązał kontakt z elitami intelektualnymi (m.in. Ignacy Krasicki, Wojciech Jakubowski, Józef Andrzej Załuski). W 1764 otrzymał polski indygenat. Jego żona prowadziła w Warszawie pensję dla dziewcząt. W Polsce Pyrrhys de Varille napisał 22 utwory literackie, a jego twórczość polityczna dotycząca bieżącej sytuacji w Rzeczypospolitej (np. Compendium politicum seu brevis dissertatio de variis Poloni Imperii vicibus (1760) cieszyła się znacznym zainteresowaniem. 